# Karl Heinz Pfeffer
Karl Heinz Pfeffer, född 28 december 1906 i Frankfurt am Main, död 13 september 1971 i Dortmund, var en tysk sociolog. Han var professor vid Münsters universitet. Pfeffer tillhörde Leipzigskolan.

## Biografi
Karl Heinz Pfeffer avlade doktorsexamen år 1930. Fyra år senare genomförde han sin habilitation vid Leipzigs universitet och blev medlem av Leipzigskolan; andra medlemmar var Hans Freyer, Arnold Gehlen, Gunter Ipsen, Helmut Schelsky, Heinz Maus och Gotthard Günther. År 1940 utnämndes Pfeffer till extraordinarie professor vid Berlins universitet. 
År 1962 utnämndes Pfeffer till professor vid Münsters universitet.